# Купин (Городокский район)
Купин (укр. Купин) — село в Городокском районе Хмельницкой области Украины.
Население по переписи 2001 года составляло 763 человека. Почтовый индекс — 32060. Телефонный код — 3251. Занимает площадь 1,49 км². Код КОАТУУ — 6821283901.

## Известные уроженцы
- Богацкий, Павел Александрович (1883—1962) — украинский общественно-политический и военный деятель, журналист, литературовед, литературно-театральный критик, шевченковед, театровед, педагог, библиограф.

## Местный совет
32060, Хмельницкая обл., Городокский р-н, с. Купин